# Simon Lindekens
Simon Charles Jean Lindekens (Ekeren, 18 december 1871 - Guigoven, 7 november 1937) was een Belgisch senator.

## Levensloop
Lindekens promoveerde in 1895 tot doctor in de genees- en heelkunde aan de Katholieke Universiteit Leuven en vestigde zich als arts in Schoten, waar hij een bloeiende en zeer drukke praktijk uitbouwde. Bovendien was hij als geneesheer verbonden aan het Gasthuis en aan het Schotens Bureel van Weldadigheid (het latere COO, nu het OCMW). Hij was tevens huisarts van Dr. August Borms. Op 12 augustus 1926 trok hij zich wegens gezondheidsredenen, terug op zijn Limburgs buitengoed te Kortessem-Guigoven. Naast zijn actieve leven als arts was Simon Lindekens ook een bezige bij op het vlak van letterkunde en cultuur in het algemeen.  Zo was hij medeoprichter van een toneelkring in Schoten en (na 1926) erevoorzitter van de Zang- en Toneelkring 'De Vlaamsche Jongens' van Kortessem. Ook publiceerde hij artikels en gedichten en was hij in 1919 medestichter van het Vlaamsch Geneeskundig Tijdschrift. In 1914 werd hij voorzitter van het Katholiek Vlaamsch Oud-Hoogstudentenverbond.
In 1928 trad hij toe tot het bestuur van de Katholieke Vlaamsche Bond van Limburg. Hij speelde een belangrijke rol bij de oprichting in april 1929 van de Katholieke Vlaamse Volkspartij (KVV) Limburg, waar hij behoorde tot de Vlaams-nationalistische vleugel. Ook schreef hij vele artikels voor De Bilzenaar, het partijweekblad van de KVV, en deed hij uitgebreid sociaal dienstbetoon.
In 1929 werd hij voor de KVV verkozen in de Senaat, als rechtstreeks gekozen senator voor het arrondissement Hasselt-Tongeren-Maaseik. Hij vervulde dit mandaat tot aan zijn dood in 1937. Tijdens de periode 1932-1936 was hij de enige Vlaams-nationalist in de Senaat. Lindekens bleef een gematigde verkozene, die zich weinig bekommerde om de nationale politiek.
Zijn zwakke gezondheid was gekend maar toch kwam zijn dood onverwacht hard aan zowel in familiekring als in zijn politieke entourage. Zijn uitvaart op 11 november 1937 te Kortessem, vond plaats onder massale belangstelling. Vertegenwoordigers van Kamer en Senaat en nagenoeg alle kopstukken van het VNV waren present. Naast de lijkwagen stapten op: Staf Declercq, Senator Jozef Lyssens van Tongeren, Kamerlid Deumens, Dr. Ballet, Senator Janssens, Kamerlid Gerard Romsée 
en Senator Van Dieren.  Na de plechtigheid te Kortessem vertrok de lijkwagen naar Schoten waar Simon Lindekens begraven werd. 